# La nuova terra
La nuova terra è un film del 1972 diretto da Jan Troell, con protagonisti Max von Sydow, Liv Ullmann, Eddie Axberg, Allan Edwall, Monica Zetterlund e Pierre Lindstedt. Il film e il suo predecessore del 1971, Karl e Kristina, prodotti contemporaneamente, sono basati sulla serie di quattro romanzi "Gli emigranti" di Vilhelm Moberg, che raccontano le vicende di poveri svedesi provenienti dallo Småland che emigrano in Minnesota nella metà del XIX secolo. Questo film si basa sugli ultimi due romanzi della serie (I coloni del 1956 e L'ultima lettera per la Svezia del 1959), descrivendo le difficoltà degli emigranti nell'insediare una colonia di frontiera e nell'adattarsi alla vita in America.
Il film fu candidato all'Oscar come miglior film in lingua straniera e si aggiudicò il Golden Globe nella stessa categoria.

## Riconoscimenti
- National Board of Review Awards 1973
  - Miglior attrice (Liv Ullmann)
- 1973 - Golden Globe
  - Miglior film straniero in lingua straniera
- 1972 - Guldbagge
  - Miglior attrice a Monica Zetterlund
  - Miglior attore a Eddie Axberg